# 王平 (1956年)
王平（1956年12月—），男，湖南长沙人，中华人民共和国政治人物，中国共产党党员。

## 生平
江西财经学院国民经济计划专业毕业，武汉大学水利水电学院水工结构工程专业硕士研究生学历。
历任江西省计划委员会副处长，江西省投资公司副总经理、总经理、党委书记，江西省计划委员会（后改组为江西省发展和改革委员会）副主任兼省物价局局长，中共新余市委副书记、代市长、市长，赣州市委副书记、市长等职。2011年8月，任江西省地方税务局党组书记、局长。
2014年11月28日，王平与新余市市长丛文景被有关部门带走，两人皆涉及苏荣案。